# De toegang tot de haven van Roscoff
De toegang tot de haven van Roscoff (ook wel getiteld: Zeilboten en riviermonding) is een schilderij van de Belgische kunstschilder Théo van Rysselberghe uit de periode 1889-1893, olieverf op doek, 50,2 × 61 centimeter groot. Het toont een kustlandschap uitgewerkt in een pointillistische techniek. Het werk bevindt het zich sinds 1982 in de collectie van het Musée d'Orsay te Parijs, in bruikleen gegeven door het Louvre.

## Context
Van Rysselberghe was een van de oprichters van de Brusselse progressieve kunstenaarsvereniging Les XX en speelde een leidde rol in de contacten tussen Belgische en Franse kunstenaars. Regelmatig reisde hij naar Parijs om collega-schilders te ontmoeten en exposities te bezoeken. Toen hij in 1886 tijdens de laatste grote impressionistententoonstelling Georges Seurats Dimanche d'été à la Grande Jatte uitte hij er zich in een briefwisseling met zijn vriend Emile Verhaeren merkwaardigerwijs negatief over. In het jaar daarna was hij echter degene die regelde dat het werk te zien was op een tentoonstelling van Les XX, samen met zes kustlandschappen die Seurat maakte in Grandcamp en Honfleur. Weer een jaar later organiseerde hij te Brussel een baanbrekende tentoonstelling met neo-impressionistische kunstschilders als Paul Signac, Henri-Edmond Cross en Albert Dubois-Pillet. Onderwijl had hij zich ook zelf de pointillistische werkwijze aangemeten, zowel in zijn portretten als landschappen. Een van de eerste voorbeelden is dat hij waarschijnlijk schilderde in 1889.

## Afbeelding
Tussen 1889 en 1893 schilderde Van Rysselberghe een aantal pointillistische werken aan de kust van Normandië en Bretagne, die duidelijk geïnspireerd waren op de kustgezichten die Seurat eerder maakte in Grandcamp en Honfleur. Hij zag deze werken andermaal bij Les XX in 1891, hetgeen wellicht suggereert dat het hier besproken De toegang tot de haven van Roscoff rond of kort na die tijd geschilderd werd, maar daar is geen directe evidentie voor. Het werk is ongesigneerd en bevond zich tot 1982 lange tijd in privécollectie.
De toegang tot de haven van Roscoff is typerend voor zowel de thematiek als de neo-impressionistische stijl die Van Rysselberghes zich in de betreffende periode - letterlijk - had aangeleerd: hij ging geheel uit van de door Seurat gedefinieerde kleurenleer, meer in het bijzonder diens "leer van simultane contrasten", die hij uitgebreid bestudeerd had. Op minutieuze wijze plaatst hij ongemengde donkerblauwe, karmijnrode, gele, groene en witte verftoetsen in een mathematisch bepaalde verhouding tegenover elkaar, als in een soort mozaïek. Uiteindelijk leidt dit tot een uiterst afgewogen, strak gestileerde compositie, met een bijna klassieke strengheid. Op synthetische wijze laat hij de gefragmenteerd aangebrachte kleurtoetsen vervloeien in een monochroom totaalbeeld, waarbij de losse kleurtoetsen, blokjes een bijna glinsterend effect geven. Hiermee bewerkstelligt hij maximaal de door Seurat in zijn kleurenleer gepropageerde bijzondere lichtwerking, ook wel aangeduid met luminisme.
Een recensent van het Parijse kunsttijdschrift La Plume schreef op 1 april 1898 over het schilderij: "het toont in al haar facetten de volledige lumineuze schoonheid die de nieuwe pointillistische school kan bieden".

## Galerij

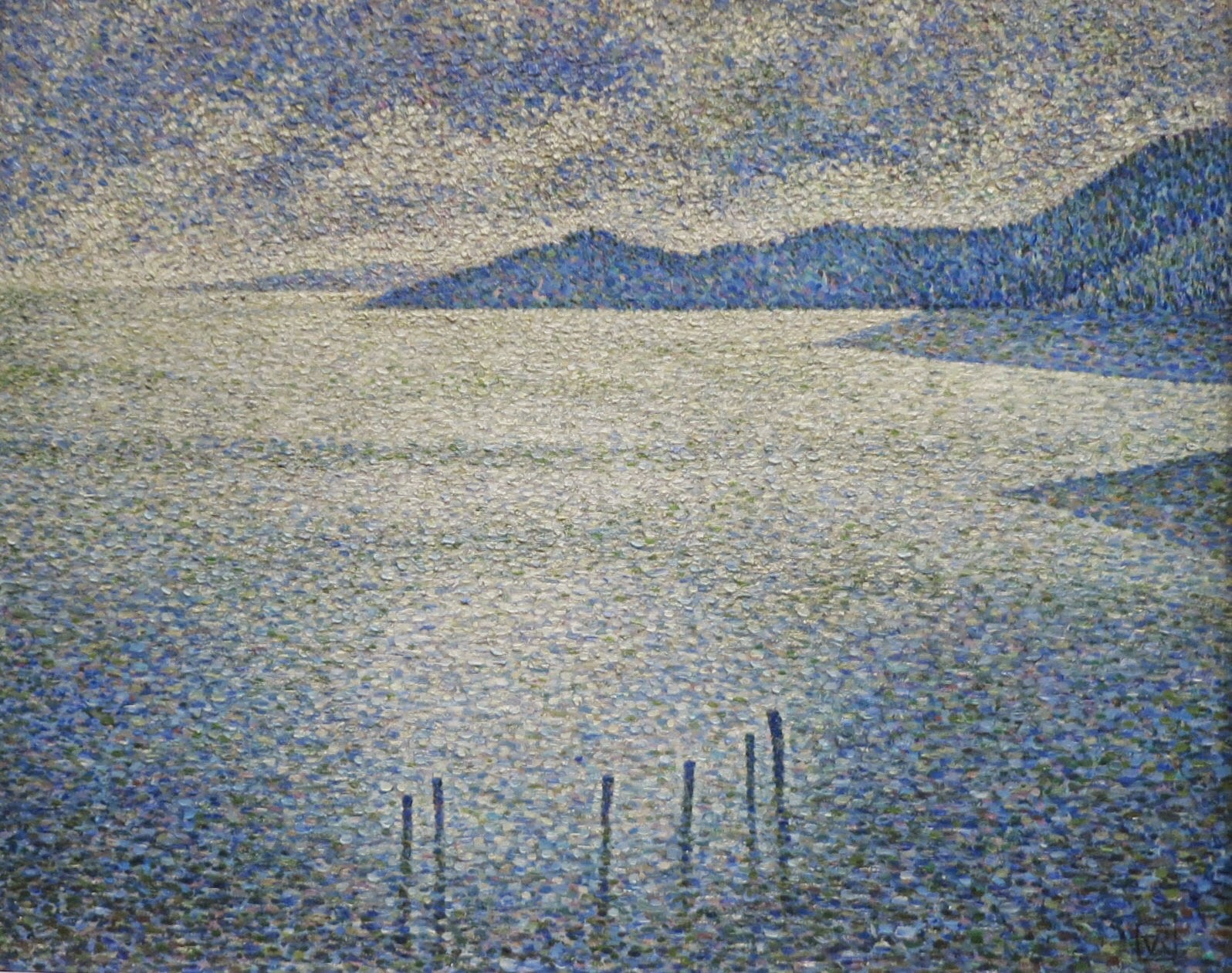
Van Rysselberghes Kust scene, zelfde periode, zelfde tonen
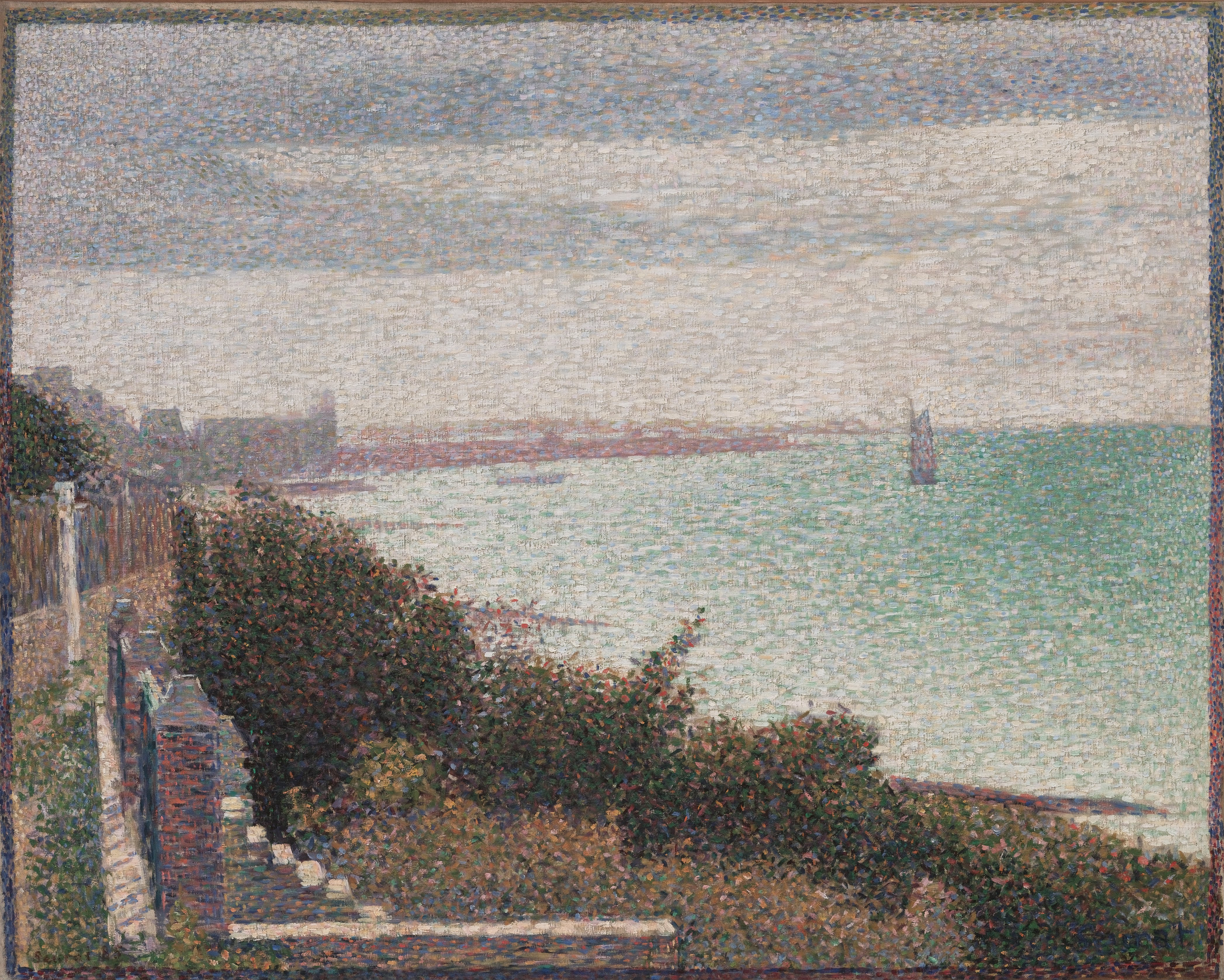
Seurat: Grandcamp, un soir
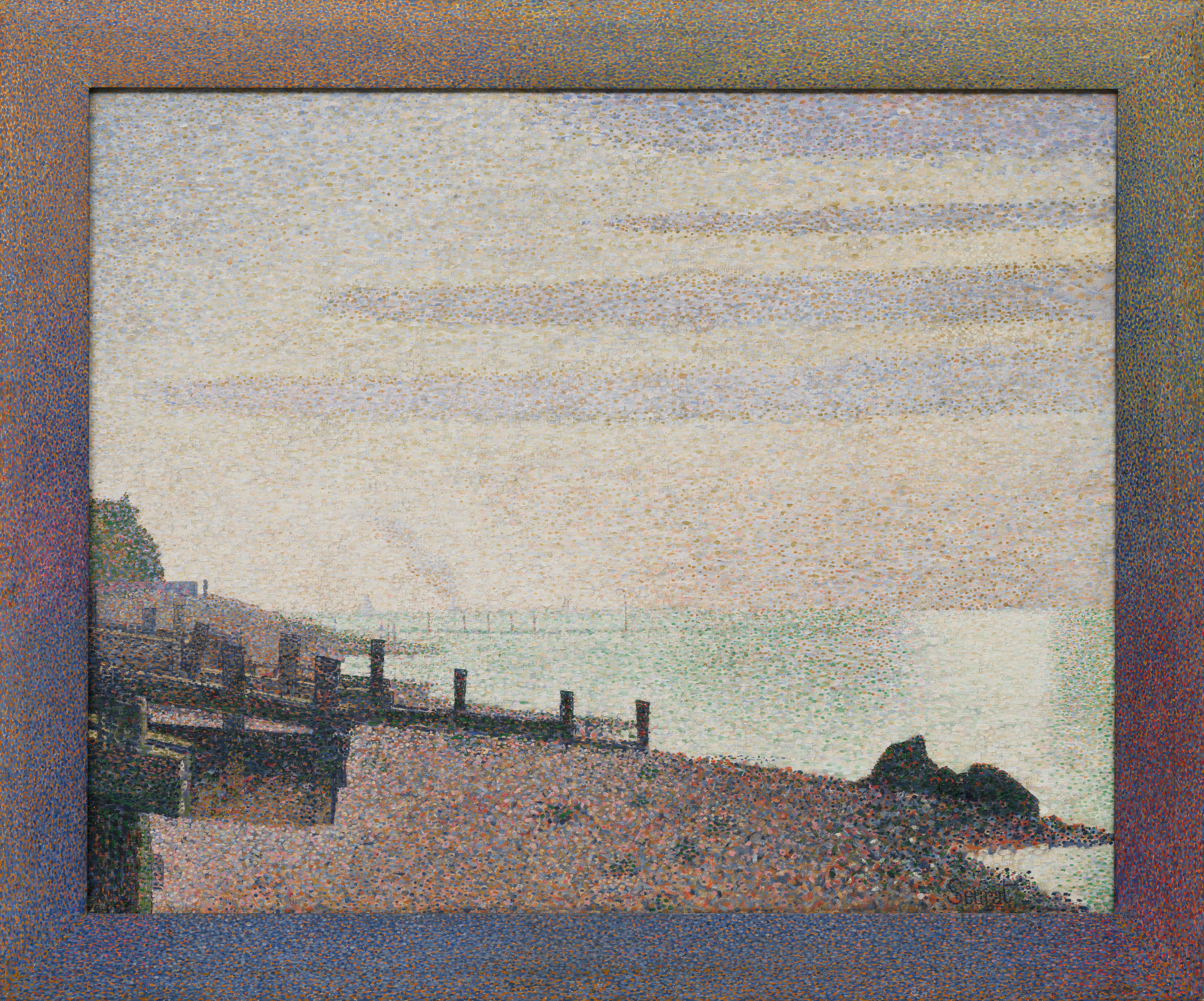
Seurat: Honfleur, un soir, embouchure de la Seine, 1886